# С весельем и отвагой
«С весельем и отвагой» — советский художественный фильм 1973 года. Премьера состоялась 29 апреля 1974 года.

## Сюжет
Отслужив в армии, Николай Семёнов вернулся в рыболовецкий колхоз, где устроился на сейнер. Будучи трудолюбивым и прямым человеком, он вступает в конфликт с коллективом, но вскоре его авторитет возрастает, и он становится в бригаде лидером.
Съёмки фильма проводились в Керчи.

## В ролях
- Михаил Езепов — Коля Семёнов (Курай)
- Лидия Константинова — Таня
- Николай Мерзликин — Иван
- Евгения Сабельникова — Люся
- Николай Трофимов — Николай Иванович Горбунов
- Георгий Бурков — Горшенин
- Михаил Кокшенов — Васильев, «университетчик»
- Валентин Голубенко — Афоня
- Фёдор Одиноков — Владимир Бабай
- Виктор Шульгин — Степан Трофимов, отец Люси

## Съёмочная группа
- Сценарист: Валентин Черных
- Режиссёр: Алексей Сахаров
- Операторы: Ральф Келли, Владимир Фридкин
- Композитор: Юрий Левитин
- Художник: Семён Валюшок